# Lingua tigrè
La lingua tigrè (ge'ez ትግረ tigre o ትግሬ tigrē; qualche volta scritto come tigré o tigre e conosciuta anche come xasa in Sudan; arabo الخاصية ḫāṣiya) è una lingua semitica che, assieme alla lingua tigrina, si crede sia una delle dirette discendenti dell'estinto ge'ez (il ge'ez viene ancora usato come lingua liturgica della Chiesa ortodossa etiopica tewahedo, della Chiesa ortodossa eritrea tewahedo, della Chiesa cattolica etiope e delle Chiesa cattolica eritrea). Nel 1997, il Tigrè era parlato da circa 800 000 persone in Eritrea. La popolazione Tigrè si trova quasi tutta nell'Eritrea occidentale, mentre il resto abita l'adiacente parte del Sudan. In Eritrea, abitano l'altopiano centrale e settentrionale e le rive del Mar Rosso a nord di Zula. Tradizionalmente, la lingua locale delle isole Dahlak, il dahlik, viene considerata un dialetto del Tigrè, ma recentemente alcune ricerche hanno modificato questa opinione.
Il popolo tigrè non deve essere confuso con i loro vicini del sud, il popolo tigrino di Eritrea ed Etiopia. La regione dell'Etiopia del nord ora viene chiamata regione del Tigrè.